# Nordmarquesassångare
Nordmarquesassångare (Acrocephalus percernis) är en fågel i familjen rörsångare inom ordningen tättingar.

## Utseende och läte
Nordmarquesassångaren är en stor sångare med utdragen kropp. Näbben är lång, liksom stjärten. Fjäderdräkten är gulaktig med vissa olivgröna inslag på ovansidan. Sången är ljudlig och lång, bestående av melodiska partier och grova toner som återges som "churr".

## Utbredning och systematik
Nordmarquesassångare delas in i fyra underarter. Alla förekommer i de norra Marquesasöarna:
- Acrocephalus percernis percernis - förekommer på ön Nukuhiva
- Acrocephalus percernis idae - förekommer på ön Uahuka
- Acrocephalus percernis aquilonis - förekommer på ön Eiao
- Acrocephalus percernis postremus - förekommer på ön Hatutu

Tidigare behandlade nordmarquesassångaren som underart till A. mendanae. 

### Familjetillhörighet
Rörsångarna behandlades tidigare som en del av den stora familjen sångare (Sylviidae). Genetiska studier har dock visat att sångarna inte är varandras närmaste släktingar. Istället är de en del av en klad som även omfattar timalior, lärkor, bulbyler, stjärtmesar och svalor. Idag delas därför Sylviidae upp i ett flertal familjer, däribland Acrocephalidae.

## Levnadssätt
Fågeln är vanligast i täta buskage i tät och snårig undervegetation.

## Status
Arten har ett begränsat utbredningsområde, men beståndet tros vara stabilt. IUCN kategoriserar den som livskraftig.